# Galeria H2O
La galeria H2O és una galeria d'art fundada el 1989 per Joaquim Ruiz Millet i Ana Planella com un espai per a propostes d'arquitectura, disseny, fotografia i art contemporani.

## Història
La galeria H2O està situada en un edifici modernista del barri de Gràcia de Barcelona, inaugurada l'any 1989 amb l'exposició titulada "Arquitectura de l'ambidexteritat" de l'arquitecte neerlandès Ben van Berkel. Entre els autors que han exposat en la galeria es troben els arquitectes Barba Corsini i Artigues & Sanabria; els fotògrafs Alberto García-Alix (Premi Nacional de Fotografia el 1999), Miguel Trillo i Dona Ann McAdams; els dissenyadors Martí Guixé, Ana Mir i Treball Claret; o la il·lustradora Júlia Bertran.
Un dels episodis més significatius de la seva trajectòria va ser la recuperació dels mobles que l'arquitecte Barba Corsini va dissenyar l'any 1955 per a la transformació de les golfes de la Pedrera de Gaudí en 13 apartaments. H2O va reeditar alguns d'ells i va dedicar un catàleg a l'obra de l'arquitecte realitzada entre 1953 i 1994.

## Editorial
H2O és editorial d'art i literatura des de 1995. Ha publicat llibres com les monografies sobre els arquitectes Artigues & Sanabria o Espinet / Ubach, fotollibres com Autoretrats d'Alberto García-Alix i Parelles i Plaers de Miguel Trillo. També ha editat llibres de disseny com Food Design de Martí Guixé.
En l'àmbit narratiu destaquen les obres de la galerista i escriptora Ana Planella La Reina de Cartago i Paula dos Pulgares. També el llibre de relats No me rayes de Joaquim Ruiz Millet, primer volum sobre el món dels adolescents de la perifèria urbana, i el seu segon lliurament Sabotatge: Art/ Adrenalina.

## Disseny
En l'àmbit del disseny, des dels seus inicis, ha produït objectes associats a la seva activitat com a galeria, creant llums, objectes per a nens, llibres i joies.
L'any 1991 va començar amb la reedició de peces de disseny històric, recuperant el mobiliari creat per l'arquitecte Barba Corsini el 1955 per als àtics de l'edifici de la Pedrera. La Col·lecció Pedrera consta d'un llum dempeus, un banc, una aplicació i una cadira, aquesta última inclosa en l'exposició permanent del Museu del disseny de Barcelona.
Altres objectes produïts per la galeria són la cadira H2O, el llum Flamp i el joc per a nens Autoband de Martí Guixé; el Hair Disguiser d'Ana Mir, o el fruiter Malla de Treball Claret.
En 2002 va ser guardonada amb una medalla FAD.